# La finestra di fronte
La finestra di fronte är en italiensk-turkisk-brittisk romantikfilm från 2003 i regi av Ferzan Özpetek.

## Utmärkelser
Filmen vann David di Donatello för bästa film 2003.

## Rollista i urval
- Giovanna Mezzogiorno - Giovanna
- Raoul Bova - Lorenzo
- Massimo Girotti - Davide Veroli
  - Massimo Poggio - Davide som ung
- Filippo Nigro - Filippo
- Serra Yilmaz - Eminè
- Maria Grazia Bon - Sara
- Ivan Bacchi - Simone